# Gerard Veldkamp

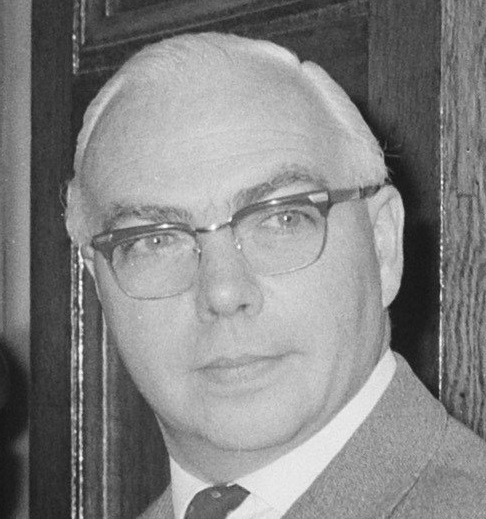
Gerard Veldkamp (1966)

Gerardus „Gerard“ Mattheüs Johannes Veldkamp (* 27. Juni 1921 in Breda, Provinz Nordbrabant; † 15. September 1990 in Paris) war ein niederländischer Politiker der Katholieke Volkspartij (KVP), der mehrere Jahre Staatssekretär und Minister sowie für kurze Zeit Mitglied der Zweiten Kammer der Generalstaaten war. Daneben verfasste er zahlreiche Werke, die sich mit Themen der Sozialpolitik wie insbesondere der sozialen Sicherheit befassten.

## Leben

### Kommunalpolitiker und Staatssekretär
Veldkamp begann nach dem Besuch der römisch-katholischen Schule Sint Sylvester sowie der Höheren Bürgerschule Onze Lieve Vrouwe Lyceum in Breda seine berufliche Laufbahn 1941 als Schreiber beim Rat für Arbeit von Breda und war dort bis 1950 tätig. Daneben absolvierte er zwischen 1941 und 1948 ein Studium der Wirtschaftswissenschaften an der Katholischen Wirtschaftshochschule Tilburg und war zugleich von 1947 bis 1952 Lehrer für Handelsbetriebslehre an der Katholischen Schule für gemeinnützige Arbeit sowie der Katholischen Technischen Mittelschule in Breda tätig.
Seine politische Laufbahn begann Veldkamp in der Kommunalpolitik, als er zwischen 1948 und dem 2. September 1952 die Katholieke Volkspartij (KVP) im Gemeinderat von Breda vertrat. Während dieser Zit war er von 1950 bis 1952 auch Vorsitzender der Fraktion der KVP im Gemeinderat. Nach seiner Promotion zum Doktor der Wirtschaftswissenschaften an der Katholischen Wirtschaftshochschule am 10. November 1949, die er cum laude mit einer Dissertation zum Thema Individualistische karaktertrekken in de Nederlandse Sociale Arbeidsverzekering abschloss, war er zwischen 1950 und 1952 Wissenschaftlicher Berater im Sozialministerium sowie Sekretär der Staatskommission für Vermögensbildung.
Am 8. Oktober 1952 wurde Veldkamp von Ministerpräsident Willem Drees zum Staatssekretär für Mittelstand und Tourismus im Wirtschaftsministerium in dessen zweites Kabinett berufen und bekleidete diese Funktion auch in dessen dritten Kabinett, der zweiten Regierung von Louis Beel sowie der Regierung von Jan de Quay bis zum 17. Juli 1961, wobei er zuletzt seit 1959 auch für Preisbildung zuständig war. Zwischenzeitlich war er vom 20. März bis zum 19. Mai 1959 Mitglied der Zweiten Kammer der Generalstaaten.

### Minister, soziales Engagement und Hochschullehrer

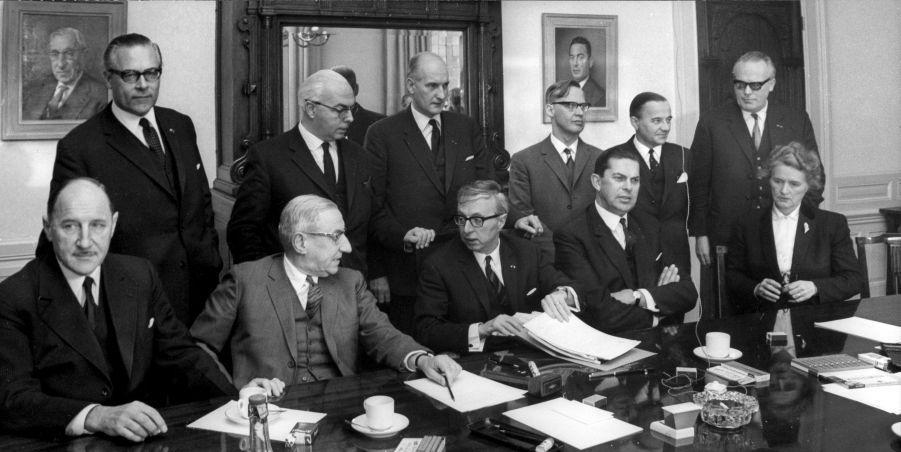
Die Minister des Kabinetts Zijlstra 1966 (Gerard Veldkamp, hintere Reihe, 2.v.l.)

Durch Ministerpräsident de Quay wurde er am 17. Juli 1961 zum Minister für soziale Angelegenheiten und Volksgesundheit (Minister van Sociale Zaken en Volksgezondheid) ernannt und übte dieses Ministeramt auch in der darauf folgenden Regierung von Victor Marijnen, dem Kabinett von Jo Cals sowie der Regierung von Jelle Zijlstra bis zum 5. April 1967 aus. Auch in dieser Zeit war er vom 2. bis zum 24. Juli 1963 wieder Mitglied der Zweiten Kammer der Generalstaaten. Für seine langjährigen Verdienste wurde er am 17. April 1967 nach seinem Ausscheiden aus dem Kabinett mit dem Großkreuz des Ordens von Oranien-Nassau ausgezeichnet.
Später engagierte er sich vom 1. April 1969 bis zum 9. November 1982 als Vorsitzender der nach ihm benannten Veldkamp-Kommission, einer Staatskommission für die Vereinfachung und Kodifizierung der Sozialgesetzgebung, sowie zwischen 1969 und 1987 als Vorsitzender der Katholischen Vereinigung für den Mutterschutz. Des Weiteren fungierte er von Juli 1971 bis Januar 1974 als kommissarischer Vorsitzender der Psychiatrischen Einrichtung der Willem-Arntsz-Stiftung in den Den Dolder.
Am 1. September 1978 übernahm Veldkamp die von der Stiftung H.P.L.C. de Kruyff-Fonds finanzierte außerordentliche Professur für die Lehre der Sozialen Sicherheit an der Reichsuniversität Leiden und lehrte dort bis zum 1. September 1986. Im Anschluss blieb er bis zu seinem Tod der als Berater der Stiftung H.P.L.C. de Kruyff-Fonds verbunden.

## Veröffentlichungen
- Individualistische karaktertrekken in de Nederlandse Sociale Arbeidsverzekering, Dissertation, 1949
- Sociale zekerheid en persoonlijkheid, 1949
- Inleiding tot de sociale verzekering, 1953
- Economische orde en sociale politiek, 1957
- Sociaal Palet. In het spanningsveld van economische en sociale politiek, 1964
- Sociale triptiek, 1968
- De crises in de Nederlandse sociale zekerheid anno 1976. Obstructie / destructie / constructie, 1976
- Herinneringen 1952-1967. Le carnaval des animaux politiques, Memoiren, Herausgeber P.G.T.W. van Griensven und J.M.M.J. Clerx, 1993